# Národní park Miguasha
Národní park Miguasha (francouzsky: Parc national de Miguasha, anglicky: Miguasha National Park) je národní park v Kanadě, v provincii Québec. Nachází se poblíž města Carleton-sur-Mer na poloostrově Gaspésie. Rozloha chráněného území je 87,3 hektaru. Park vznikl roku 1985 a v roce 1999 byl zapsán na seznam Světového dědictví UNESCO, a to především díky velkému množství nalezených zkamenělin, které zachycují rozhodující období během evoluce života na Zemi. Například Spermasporites, jehož fosilie byly na území parku nalezeny, je považován za jeden z nejstarších rodů kvetoucích rostlin na Zemi. Přírodopisné muzeum Miguasha na území parku shromáždilo na 9000 těchto zkamenělin. Vzácné souvrství na území parku je v geologické literatuře známé také jako Escuminac. Jinak se v oblasti dnes vyskytují především březové, osikové a jedlové lesy.